# 吉人 (萬曆進士)
吉人，字国桢，號献丹，山西長治縣籍，沁水县人，明朝政治人物，同進士出身。

## 生平
萬曆十三年（1585年）乙酉科山西乡试第二名举人，二十九年（1601年）辛丑科礼部會試第五十八名，三十二年（1604年），登甲辰科三甲一百十八名進士，授直隶真定府获鹿縣知县，三十八年考选，四十年拜江西道御史，出按甘肃兼理学政，四十三年丁忧，四十六年復除原职，八月巡按贵州，十一月升山东东昌道副使。